# ナメラハギ
ナメラハギ （学名：Acanthurus chronixis）は、スズキ目ニザダイ亜目ニザダイ科に属する魚。1960年にカロリン諸島でen:John Ernest Randallにより発見された。日本ではナメラヤッコに擬態した幼魚が西表島で発見されたが、その幼魚はクログチニザであるとの報告もあり、よくわかっていない。